# Alloteuthis subulata
Alloteuthis subulata là một loài mực trong họ Loliginidae